# Mireille d'Ornano
Pour les articles homonymes, voir Ornano (homonymie).
Mireille d’Ornano, née le 29 juin 1951 à Angoulême, est une femme politique française.
Membre du Rassemblement pour la République (RPR), du Front national (FN), du Mouvement national républicain (MNR) puis des Patriotes, elle est conseillère régionale de Rhône-Alpes de 2010 à 2014, conseillère municipale de Grenoble de 1989 à 1995 et de 2014 à 2020, ainsi que députée européenne de 2014 à 2019.

## Biographie
Engagée en 1986 au Rassemblement pour la République (RPR), elle adhère l'année suivante au Front national (FN), pour le compte duquel elle se présente à partir des années 1980, dans plus de vingt scrutins locaux, et devient la responsable départementale du parti dans l'Isère.
Elle est élue pour la première fois au comité central du FN lors du congrès de 1990, puis réélue en 1994 et 1997. Elle rejoint le Mouvement national républicain (MNR) lors de la scission du parti en 1998-1999.
Elle est candidate lors des élections législatives de 1997 dans la deuxième circonscription des Alpes-de-Haute-Provence et obtient 16,62 % des suffrages exprimés.
Aux élections européennes de 1999, elle est candidate sur la liste MNR.
Aux élections législatives de 2002, elle est candidate sous étiquette MNR dans la deuxième circonscription des Alpes-de-Haute-Provence et obtient 2,01 % des suffrages exprimés. Elle revient au FN l'année suivante et réintègre les instances dirigeantes du FN en 2007.
Elle est candidate lors des élections législatives de 2007 dans la deuxième circonscription des Alpes-de-Haute-Provence et obtient 4,31 % des suffrages exprimés.
Elle conduit la liste FN à Manosque pour les élections municipales de 2008 et obtient 5,03 % des suffrages exprimés.
À l'issue des élections régionales de 2010, elle est élue conseillère régionale de la région Rhône-Alpes sur la liste FN conduite par Bruno Gollnisch.
Lors des élections cantonales de 2011, elle est candidate FN dans le canton de Manosque-Nord et obtient 21,47 % des suffrages exprimés au premier tour, puis 34,22 % des suffrages exprimés au second tour.
Elle se présente aux élections législatives de 2012 dans la première circonscription de l'Isère et obtient 7,7 % des suffrages exprimés, derrière Geneviève Fioraso, Jean-Claude Peyrin, Marie-Christine Tardy et Éric Piolle.
Elle conduit la liste FN à Grenoble pour les élections municipales de 2014. Elle obtient 12,6 % des suffrages exprimés au premier tour et décide de maintenir sa liste au second tour. Elle perd plus d'un millier d'électeurs en l'espace d'une semaine et recule de quatre points entre les deux tours, mais décroche néanmoins deux sièges au conseil municipal de Grenoble et un siège à la métropole, dans l'opposition dans les deux cas.
Elle devient députée européenne lors des élections européennes de 2014, élue dans la circonscription Sud-Est sur la liste conduite par Jean-Marie Le Pen.
Elle se porte candidate, en binôme avec Éric Guironnet de Massas, aux élections départementales de 2015 dans le canton de Charvieu-Chavagneux, dans l'Isère rhodanienne. Elle arrive en tête du premier tour avec 35,5 % des suffrages exprimés, puis est battue au second tour par un binôme UMP avec 41,5 %.
Le 1er mai 2016, contre l'avis de la direction du FN, elle participe au rassemblement en hommage à Jeanne d'Arc organisé par Jean-Marie Le Pen, s'exposant ainsi à d'éventuelles sanctions. Elle est alors écartée de ses fonctions de responsable départementale du FN en Isère.
Elle annonce, le 25 septembre 2017, son départ du Front national pour rejoindre Les Patriotes, parti politique créé par Florian Philippot, démissionnaire du parti. L'association devient peu après un parti politique, dont elle est la référente pour l'Isère et référente nationale pour l'écologie. Elle figure en deuxième position sur la liste des Patriotes, conduite par Philippot, lors des élections européennes de 2019, mais celle-ci n’obtient que 0,65 %, ce qui ne lui permet pas de conserver son mandat de députée.
Lors des élections municipales de 2020 à Grenoble, elle conduit une liste sans étiquette qu'elle présente comme issue de la société civile. Elle obtient 725 voix, soit 2 % des suffrages exprimés, et n'est par conséquent pas réélue au conseil municipal.

### Vie privée
Mère de cinq enfants, Mireille d'Ornano a été secrétaire de direction chargée du recouvrement à la médecine du travail interentreprises de l'Isère (MT2I),.